# António Francisco Cardim
António Francisco Cardim (Viana do Alentejo, Reino de Portugal, 1596 – Macau, 1659) foi um padre jesuíta, missionário no Oriente e um dos escritores do século XVII que registaram a gesta da Companhia de Jesus e dos seus padres na China e no Japão.

## Início da vida e educação
Cardim nasceu em 1596 em Viana do Alentejo, filho de Jorge Cardim Frocs e Catherina de Andrade. Ele entrou na Universidade de Évora, onde foi admitido para a Companhia de Jesus em 24 de fevereiro de 1611, aos 15 anos. Como sinal de sua devoção a São Francisco Xavier, Cardim adicionou o nome "Francisco" ao seu próprio sobrenome.
Depois de solicitar seu envio ao Extremo Oriente como um missionário, Cardim navegou para a Índia - na época, ainda colônia portuguesa - em 1618, na companhia do bispo Diogo Correia Valente. Ele completou seus estudos em teologia em Goa, onde foi ordenado como padre jesuíta em 1 de fevereiro de 1621.

## Carreira
Em 1623, depois de entrar no Império Chinês em Cantão, Cardim se estabeleceu em Macau. De 1626 até 1629, ele viveu no Reino de Aiutaia, onde aprendeu o suficiente de tailandês para escrever um catecismo e um tratado sobre a fé cristã. Em 1629, ele retornou a Macau para informar as autoridades locais sobre os problemas na missão em Aiutaia.
Em fevereiro de 1631, Cardim foi enviado ao Tonquim junto com Miguel Matsuda e Pedro Kasui (dois missionários japoneses que mais tarde foram martirizados no Japão), onde foram recebidos com honra pelo Rei Trịnh Tráng. Ao saber da existência do Reino de Lan Xang, Cardim ficou interessado em explorar a possibilidade de estabelecer uma missão lá. No entanto, o rei de Aiutaia não permitiu que ele entrasse em Lan Xang por Aiutaia. Cardim depois tentou entrar por Tonquim, mas adoeceu gravemente e foi forçado a voltar para Macau. Em Macau, Cardim atuou como reitor do Colégio de São Paulo de agosto de 1632 a maio de 1636.
Eleito procurador da região em 1638, ele foi viver em Roma. Permaneceu lá por vários anos e participou da Oitava Congregação Geral da Companhia de Jesus (1645-1646), que elegeu Vincenzo Carafa como o 7º Superior-geral da Companhia de Jesus. De volta ao seu país natal, Portugal, Cardim recebeu forte apoio do Rei João IV para as missões. 
Em 1640, quatro embaixadores portugueses que haviam ido de Macau a Nagasaki foram chamados a renunciar sua fé, e quando se recusaram, foram executados sem um novo julgamento. Treze de seus seguidores foram enviados de volta a Macau com este aviso: "Enquanto o sol aquecer a terra, nenhum cristão deve ser tão audacioso a ponto de entrar no Japão. Que isto seja conhecido por todos os homens. Embora fosse o próprio Rei da Espanha ou o Deus dos cristãos ou o próprio Buda, quem desobedecer a esta proibição pagará por isso com a sua cabeça." Cardim documentou este episódio em Mors felicissima quatuor legatorum Lusitanorum quo Japponiae Imperator occidit in odium Christianae religionis, que foi publicado pela primeira vez em 1646.

## Últimos anos e morte
Em 15 de abril de 1649, ele embarcou no São Lourenço, um galeão que posteriormente naufragou na costa de Moçambique - na época África Oriental Portuguesa - onde passou o inverno seguinte. Ele finalmente retornou a Goa no final de maio de 1650. Escreveu um relatório sobre suas viagens, intitulado Batalhas da Companhia de Jesus na sua gloriosa província do Japão, que dedicou ao Rei João IV.
Em 15 de junho de 1652, durante a travessia de Goa a Macau, seu navio foi interceptado próximo a Malaca (na época, colonizada pelos holandeses) por corsários holandeses e ele foi posteriormente mantido como prisioneiro por dois anos e sete meses. Após o pagamento de seu resgate, ele finalmente chegou a Macau, exausto pela longa e árdua aventura. Cardim morreu em Macau em 30 de abril de 1659, aos 63 anos de idade.

## Trabalhos
- Cardim, AF (1645).  "Relatione della provincia del Giappone"[7] (em italiano) Roma: Nella Stamperia de Andrea Fei.
- Cardim, AF (1646). "Catalogus regularium, et secularium, qui in Japponiae regnis, in odium Christianae fidei violenta morte sublati sunt" [8] (em latim) Roma: Typis Heredum Corbelletti.
- Cardim, AF (1646).  "Mors felicissima quatuor legatorum Lusitanorum quo Japponiae Imperator occidit in odium Christianae religionis" [5](em latim) Roma: Typis Heredum Corbelletti.
- Cardim, AF (1646). "Fasciculus e Japponicis floribus, suo adhuc madentibus sanguine"[9] (em latim) Roma: Typis Heredum Corbelletti. pp. 13–230.
- Cardim, AF (1894). Cordeiro, L (ed.). "Batalhas da Companhia de Jesus na sua gloriosa provincia do Japão"[6] (em português) Lisboa: Imprensa Nacional.